# Chiese di Milano

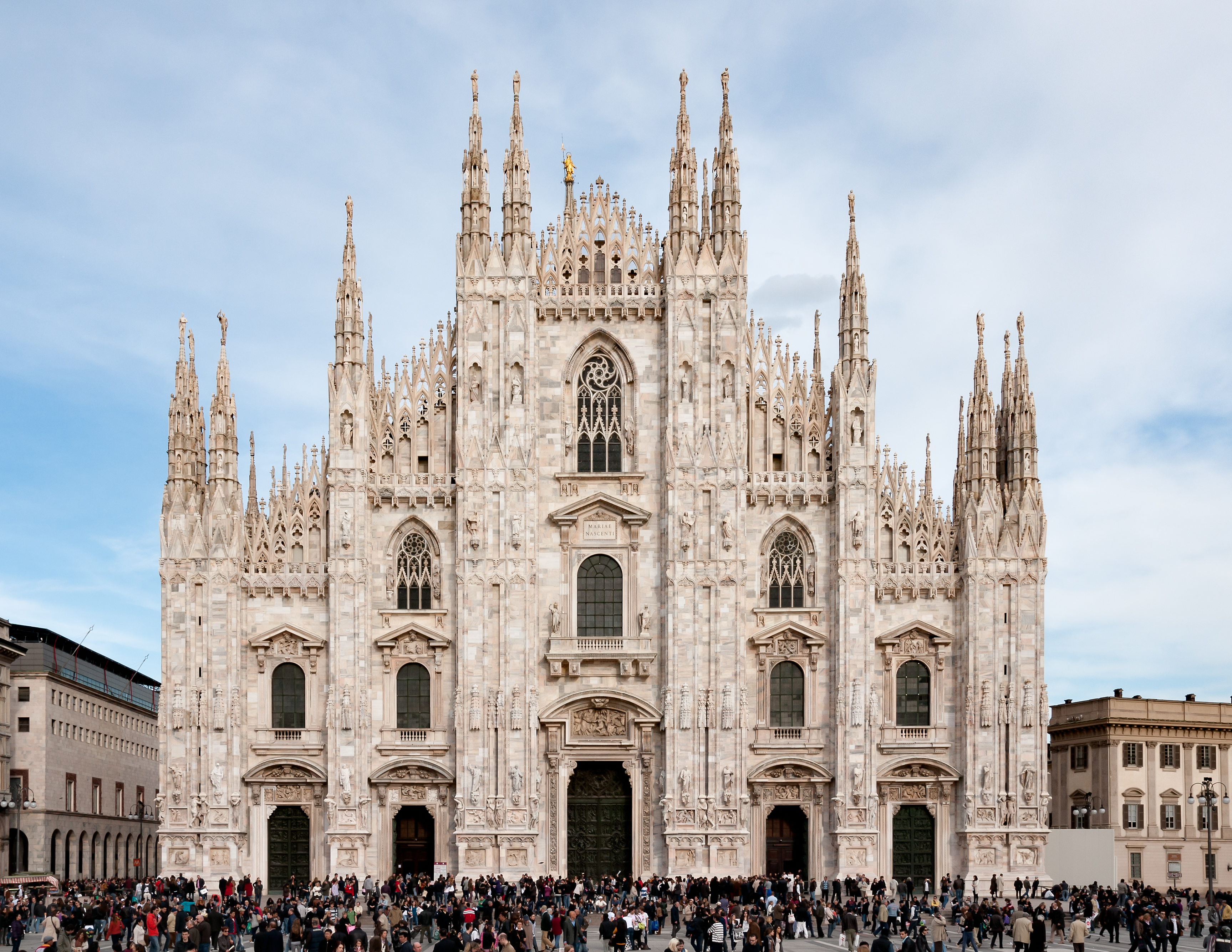
La Cattedrale di Santa Maria Nascente, più nota come Duomo di Milano, uno dei simboli della città

Per chiese di Milano si intendono gli edifici di culto cristiani della città di Milano.

## Generalità

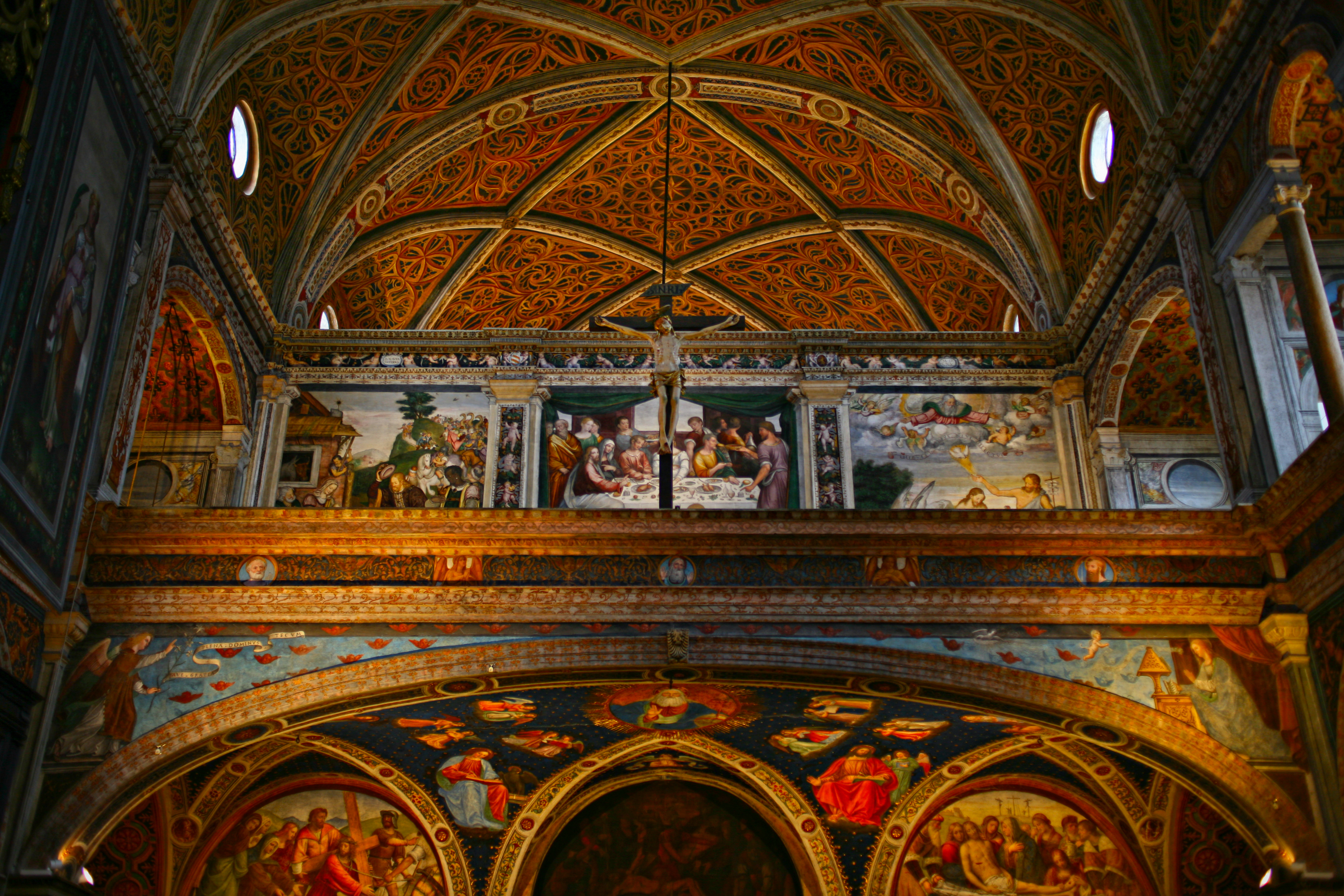
Particolare del soffitto del coro della chiesa di San Maurizio al Monastero Maggiore

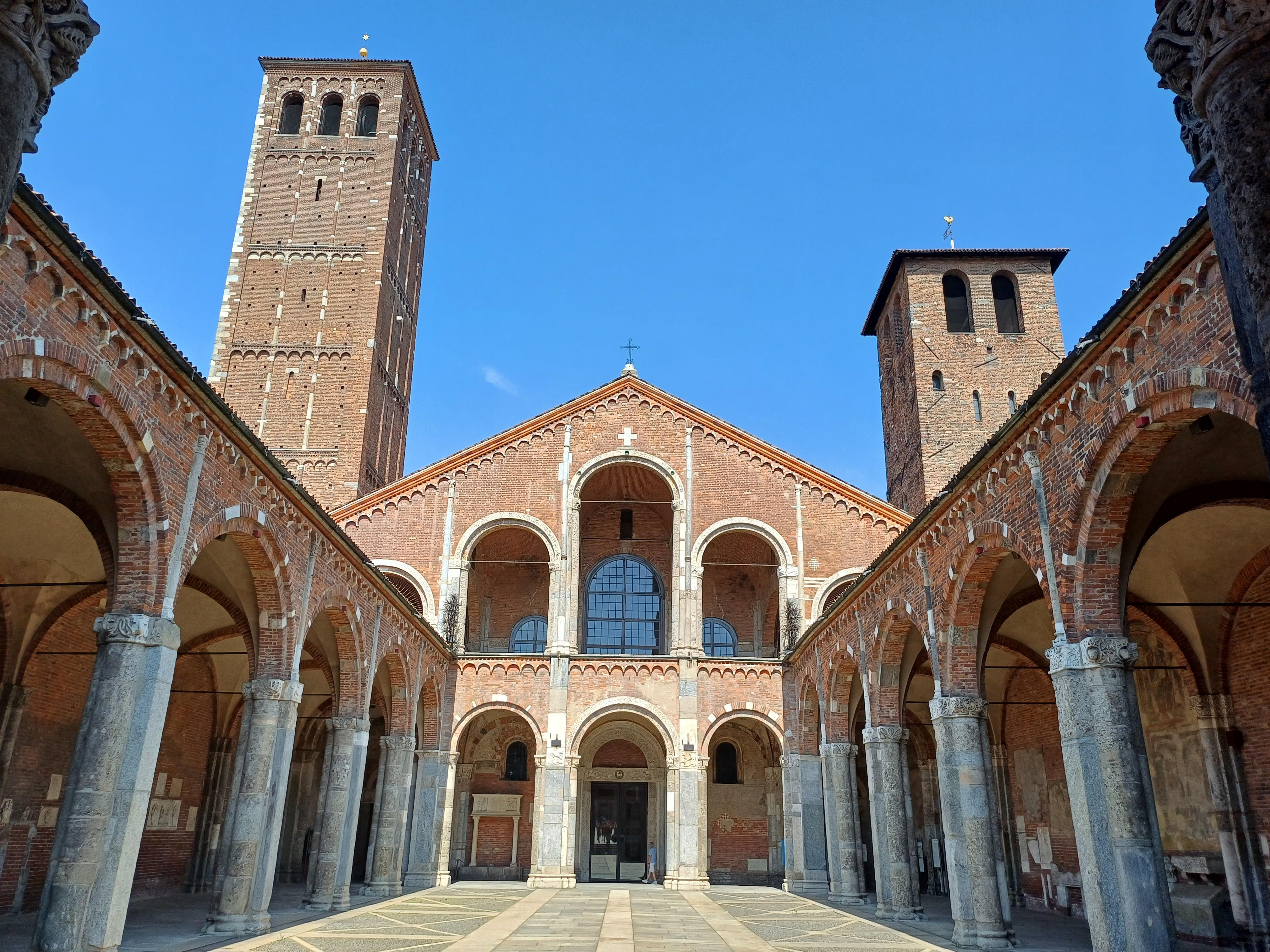
La basilica di Sant'Ambrogio, seconda chiesa per importanza di Milano

Milano è ricca di antiche chiese di grande importanza, tra le quali la più celebre è certamente il Duomo, cattedrale gotica divenuta nel mondo simbolo della città. Il capoluogo lombardo ospita molti altri edifici religiosi di grande valore storico e artistico. Tra questi, in particolare, sono da ricordare le quattro basiliche paleocristiane: la basilica di Sant'Ambrogio, considerata da sempre il massimo esempio dell'architettura romanica lombarda, nonché uno dei più antichi monumenti dell'arte cristiana, la basilica di San Lorenzo, edificio a pianta centrale bizantino conosciuto anche per la vicinanza delle omonime colonne, la basilica di San Nazaro in Brolo e la basilica di San Simpliciano, legate come le precedenti alla figura di sant'Ambrogio.
Il centro storico milanese ospita inoltre la chiesa di San Maurizio al Monastero Maggiore, contenente un celebre ciclo di affreschi di autori quali Bernardino Luini e Simone Peterzano tale da essere definita la Cappella Sistina lombarda, la chiesa di Sant'Antonio Abate, riedificata alla fine del XVI secolo secondo i canoni della controriforma e sede di opere di Giulio Cesare Procaccini e del Cerano e la barocca chiesa di Sant'Alessandro, che si affaccia su una delle piazze meglio conservate della Milano precedente agli interventi ricostruttivi postbellici.
La chiesa di San Giuseppe, a poca distanza dal Teatro alla Scala, è considerata il primo edificio genuinamente barocco della città, mentre la chiesa di Santa Maria presso San Satiro rimane celebre per il finto coro progettato da Bramante tramite la tecnica del trompe-l'œil; sono da ricordare anche la chiesa di San Marco e la basilica di Sant'Eustorgio, che ospita la cappella Portinari, considerata uno dei capolavori del Rinascimento lombardo. Celebre in tutto il mondo è la chiesa di Santa Maria delle Grazie, inclusa con il Cenacolo Vinciano nell'elenco dei patrimoni dell'umanità redatto dall'UNESCO.
Esternamente all'area urbana sorgono due importanti complessi monastici: la Certosa di Garegnano con i suoi importanti affreschi opera di Simone Peterzano e l'Abbazia di Chiaravalle, uno dei primi esempi di gotico in Italia. Di grande rilevanza artistica è inoltre il Cimitero monumentale con il proprio famedio, ricchissimo di sculture funerarie di varie epoche e stili.

## Elenco chiese

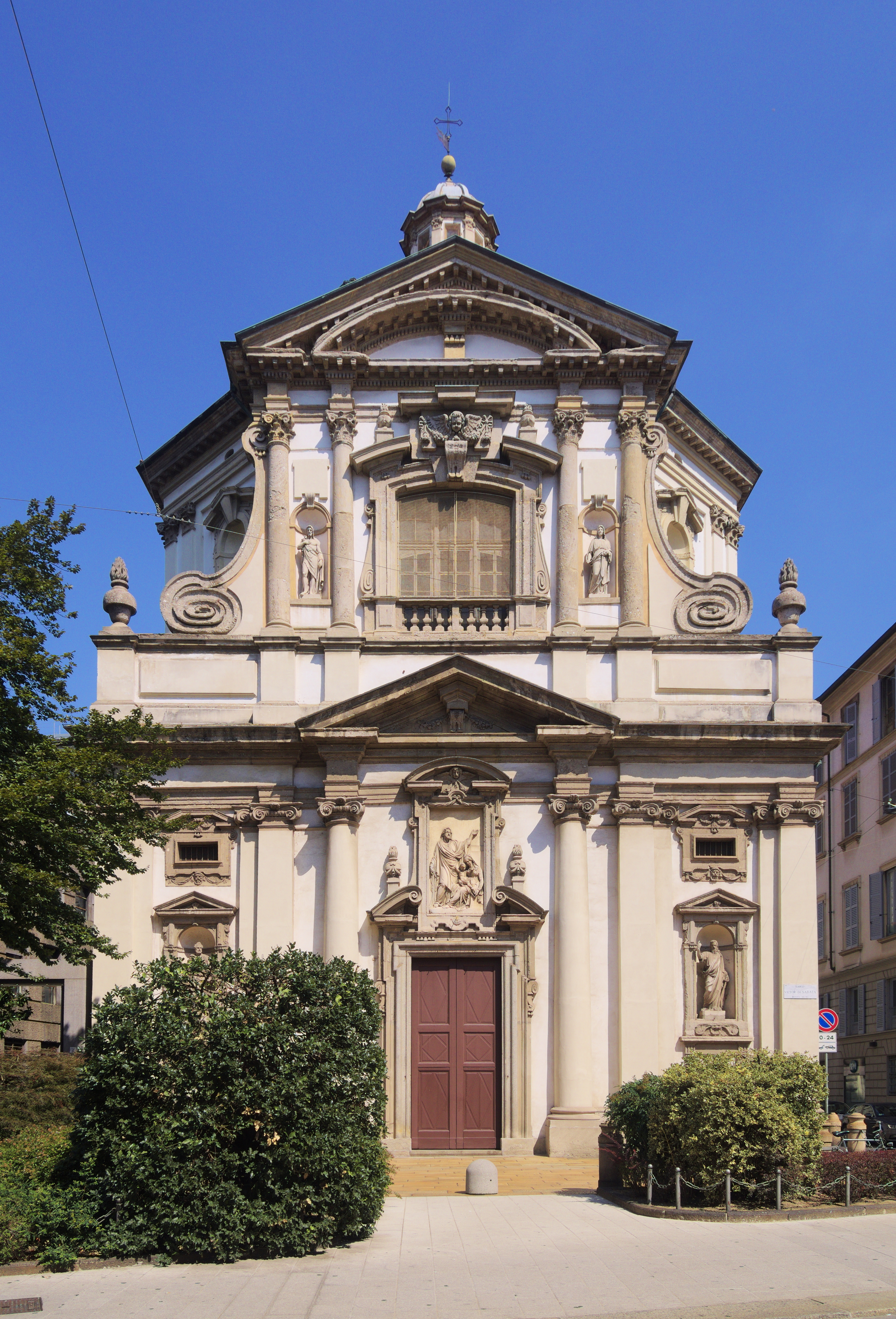
Chiesa di San Giuseppe, primo esempio di chiesa barocca a Milano

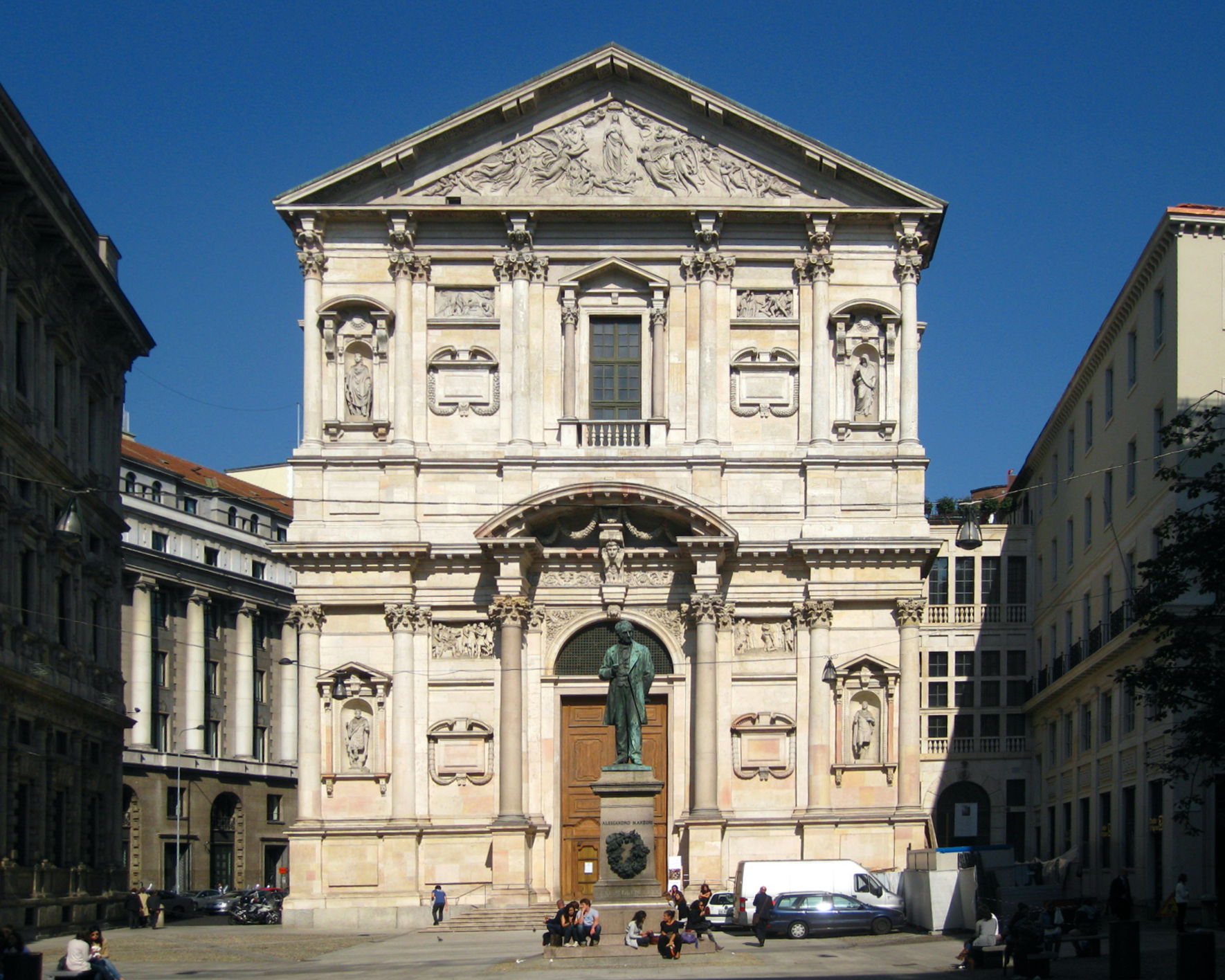
Chiesa di San Fedele, modello delle chiese della Controriforma

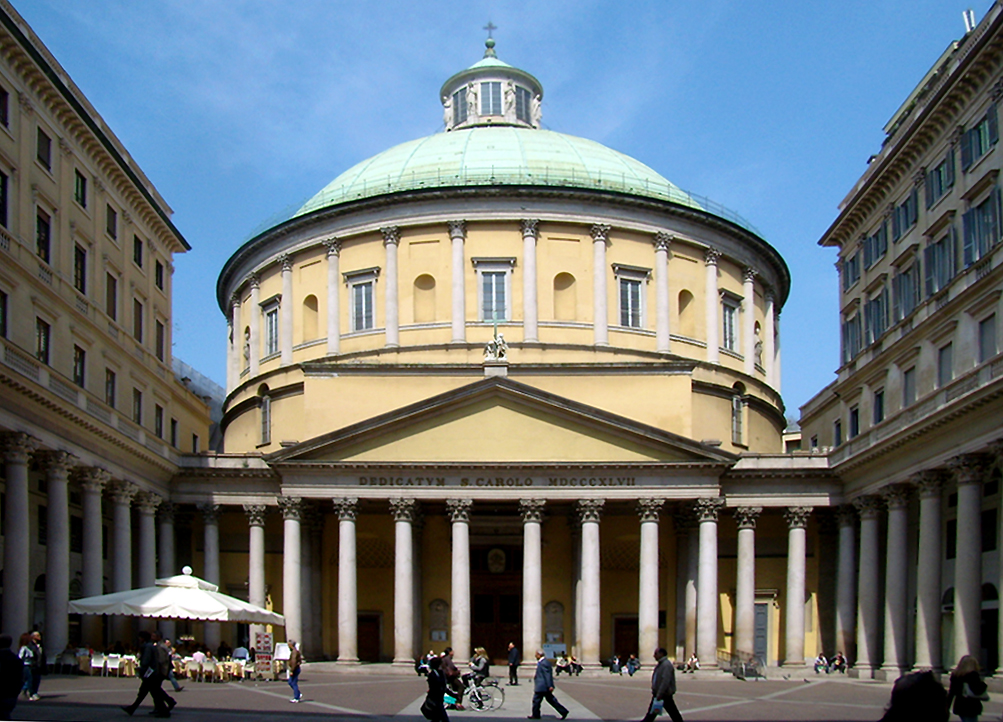
Chiesa di San Carlo al Corso

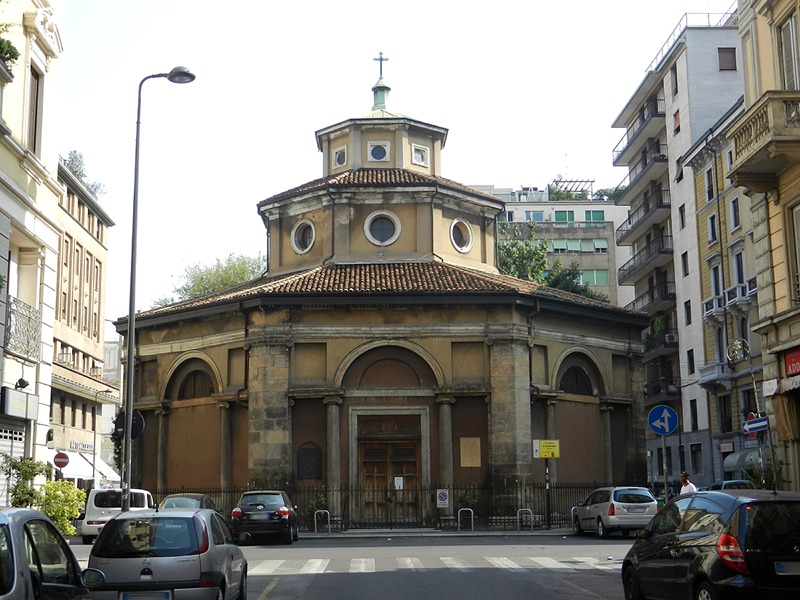
Chiesa di San Carlo al Lazzaretto

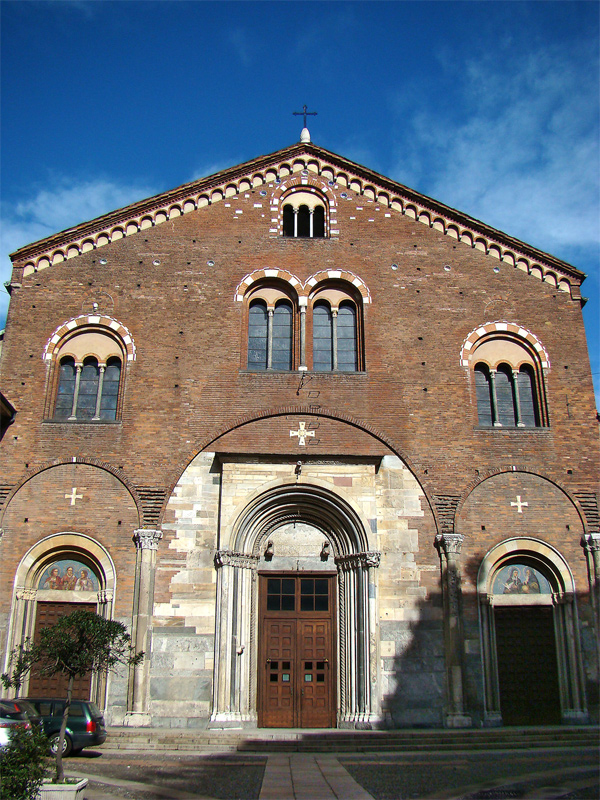
Basilica di San Simpliciano

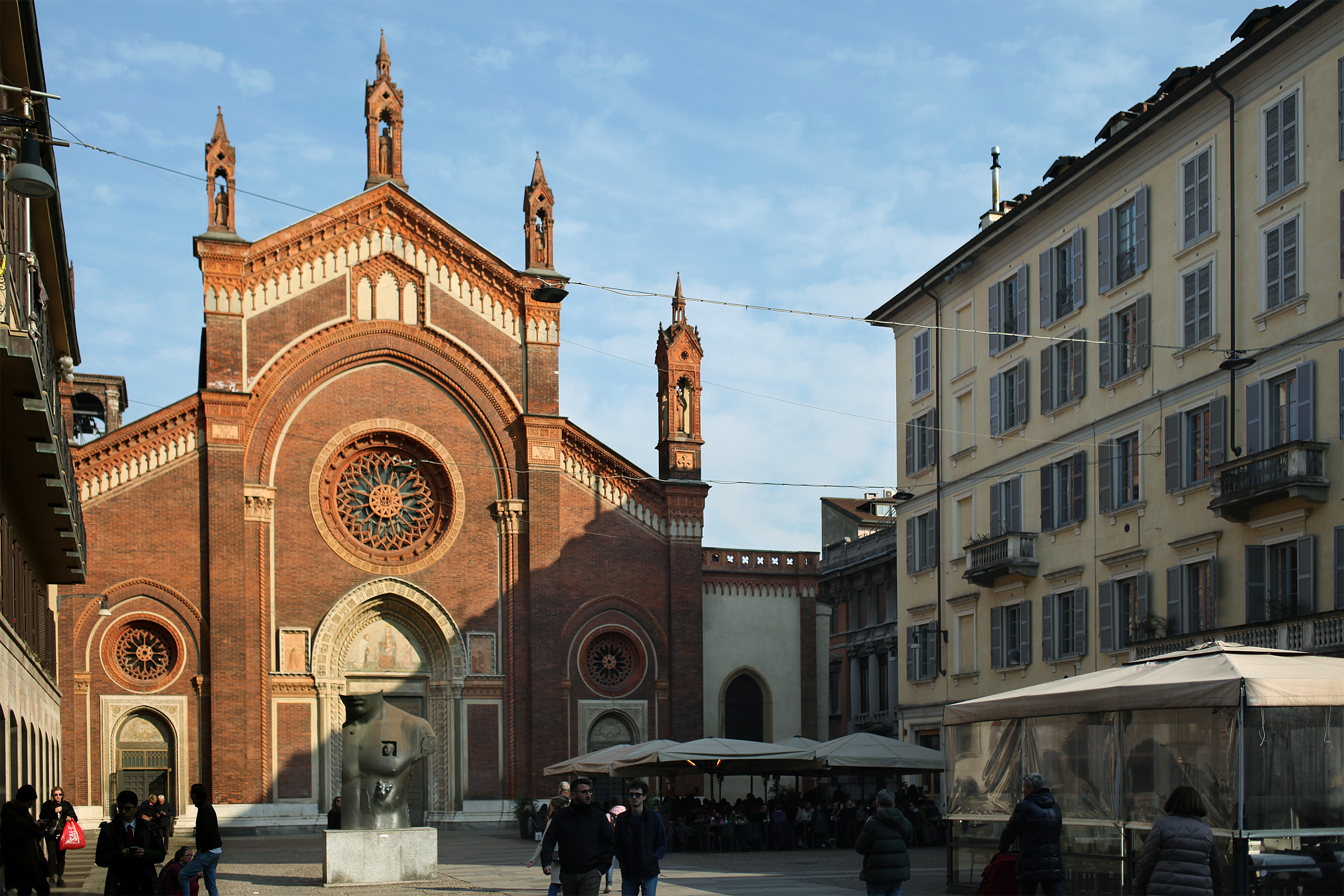
Chiesa di Santa Maria del Carmine

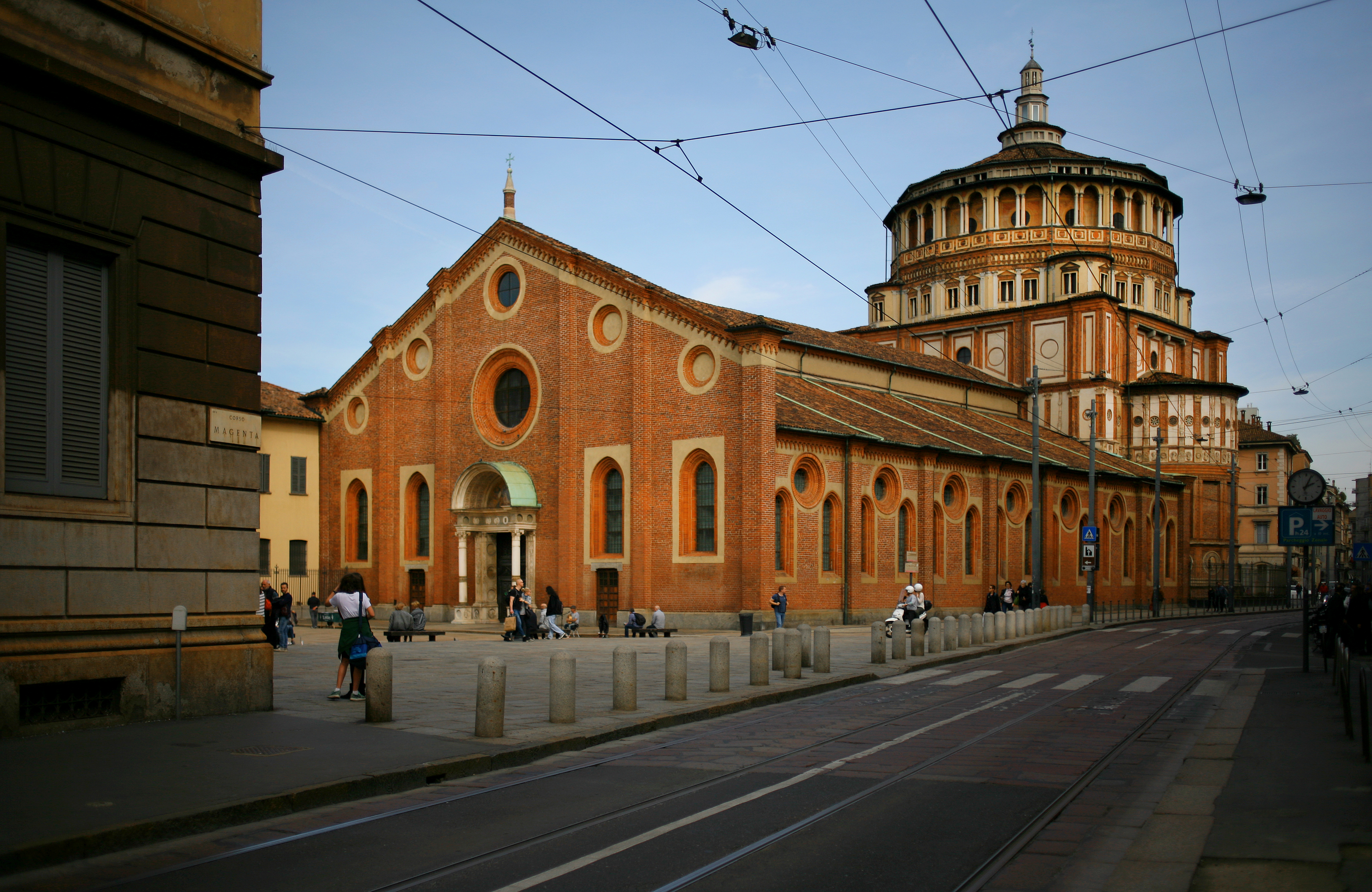
La chiesa di Santa Maria delle Grazie, patrimonio dell'umanità Unesco assieme al Cenacolo vinciano

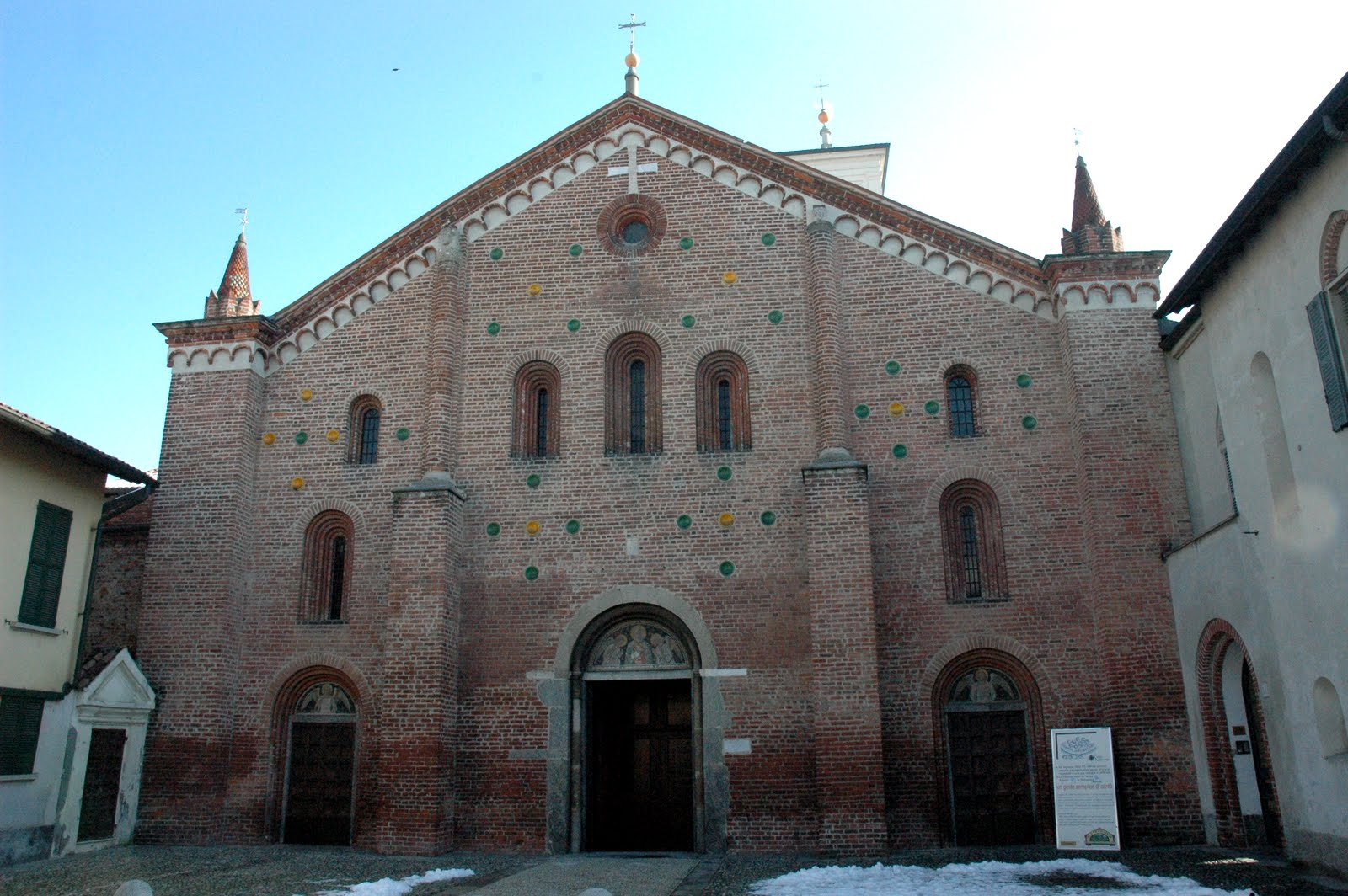
Chiesa di Santa Maria Rossa in Crescenzago

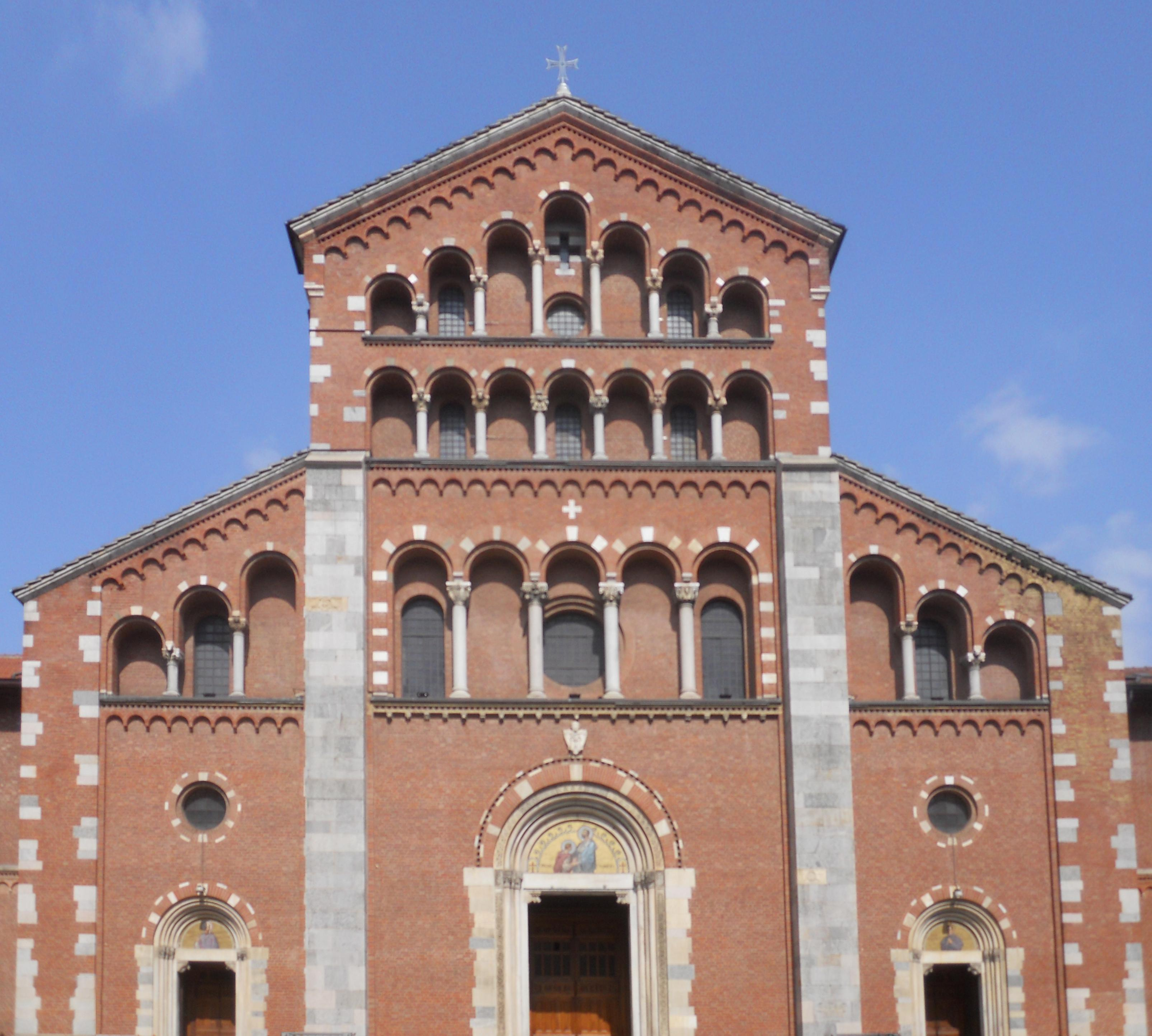
Basilica di Sant'Agostino

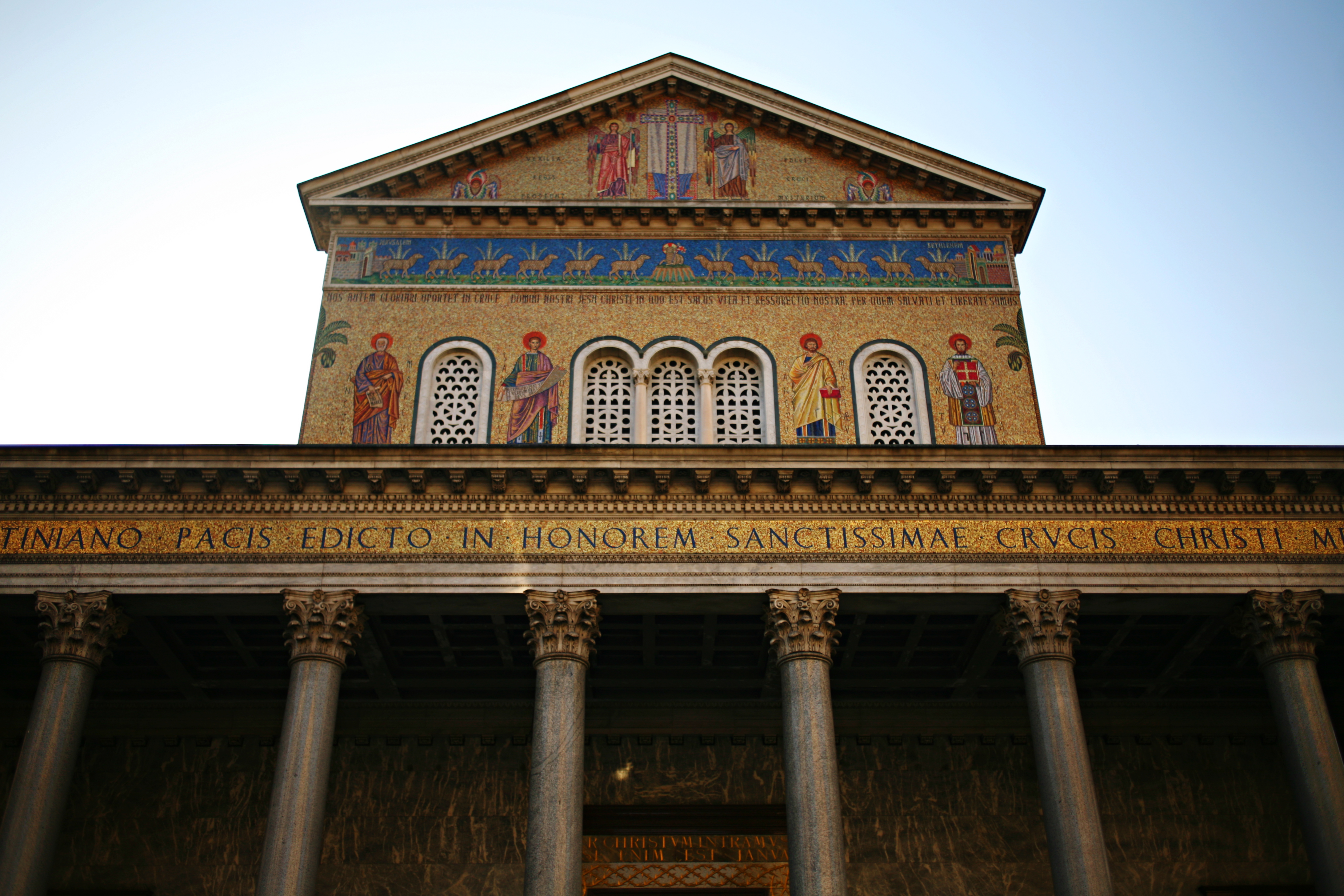
Chiesa di Santa Croce

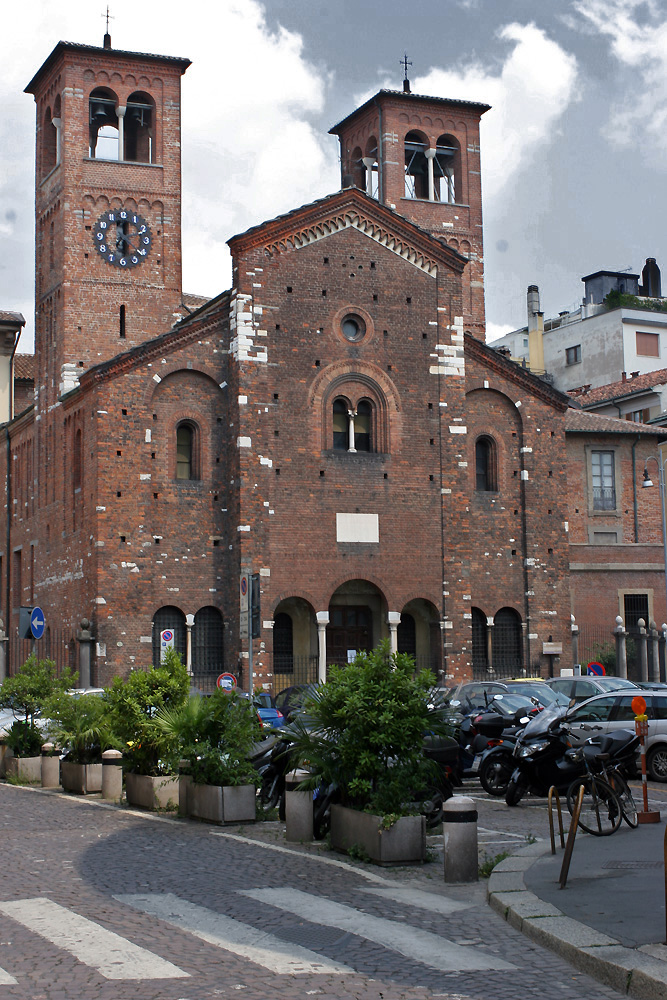
Chiesa di San Sepolcro

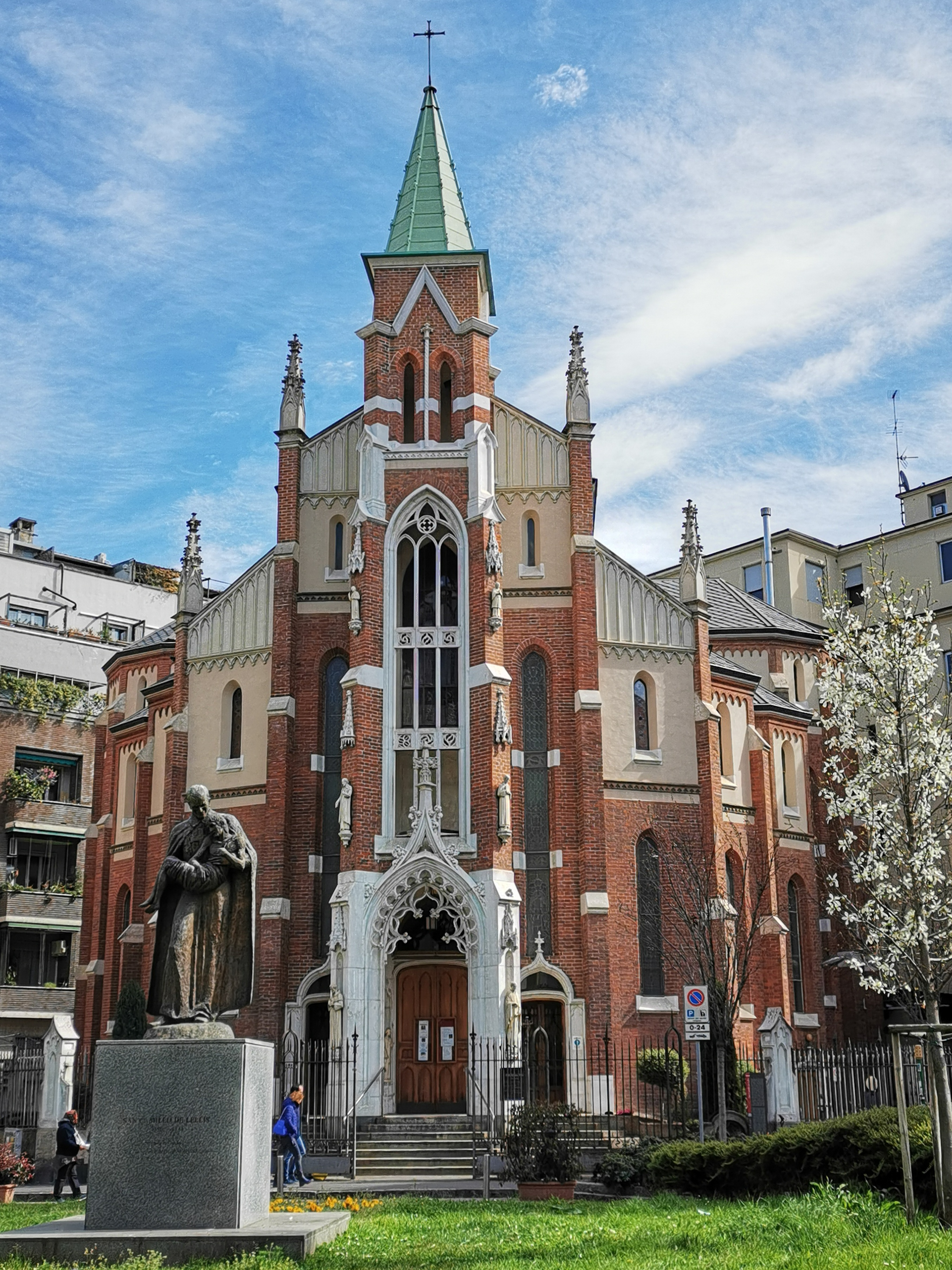
Santuario di San Camillo de Lellis (Milano), esempio di neogotico lombardo

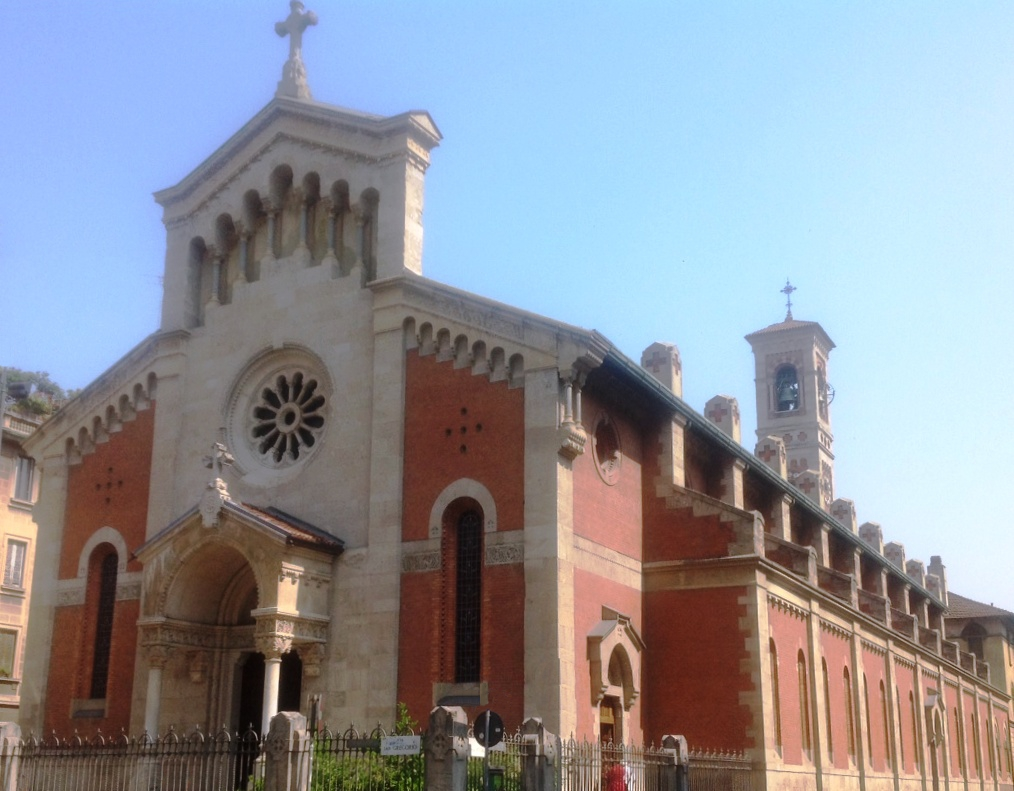
Chiesa di San Gregorio Magno

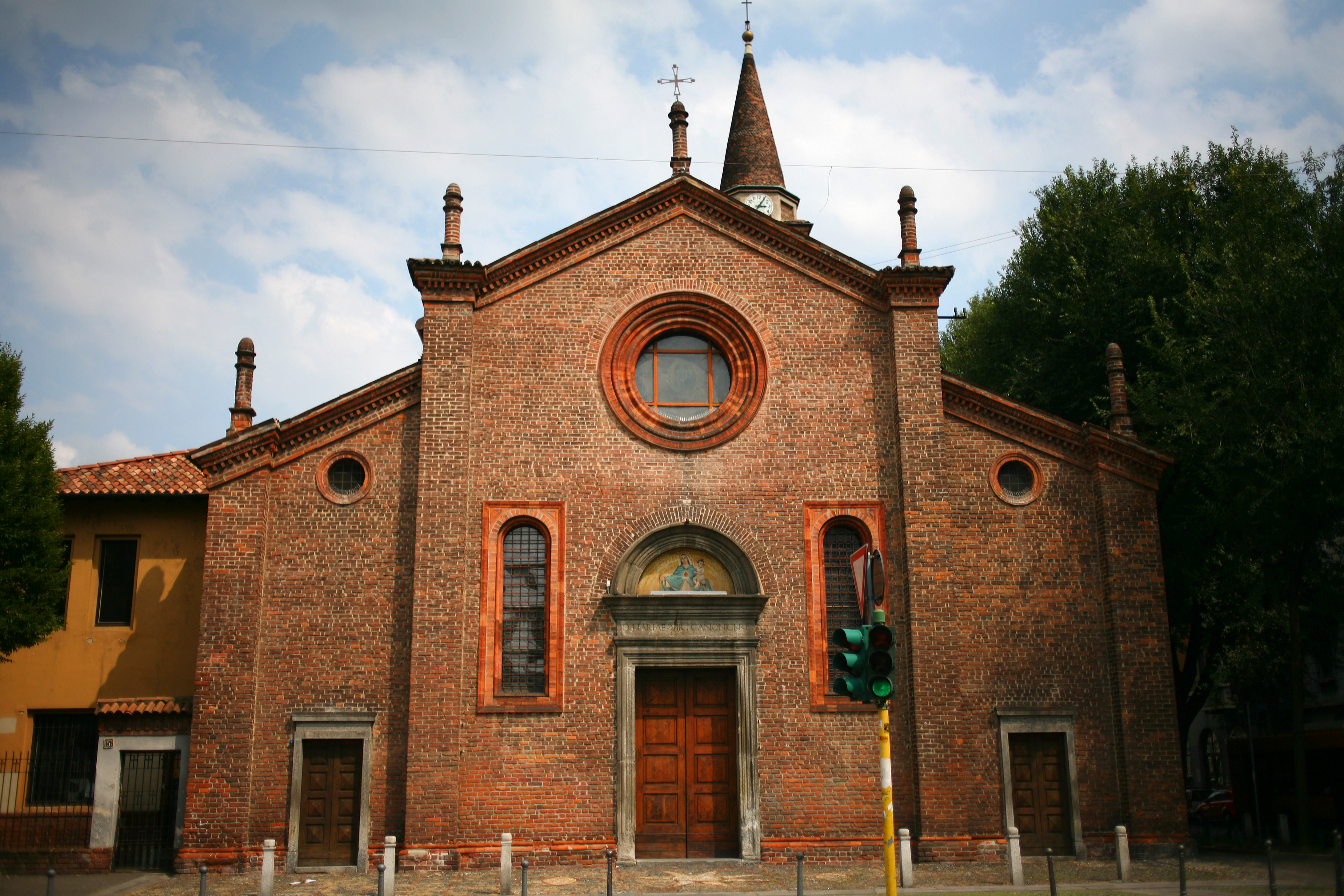
Abbazia di Casoretto

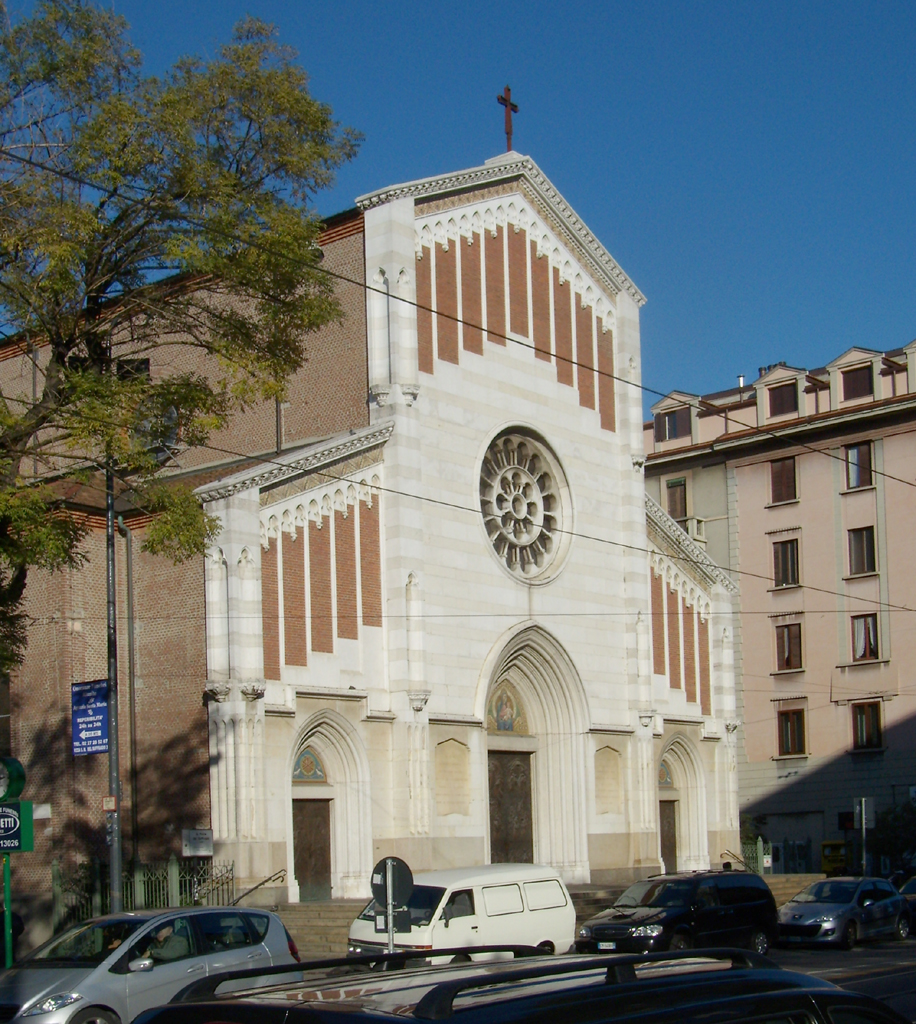
Chiesa di Santa Maria del Suffragio

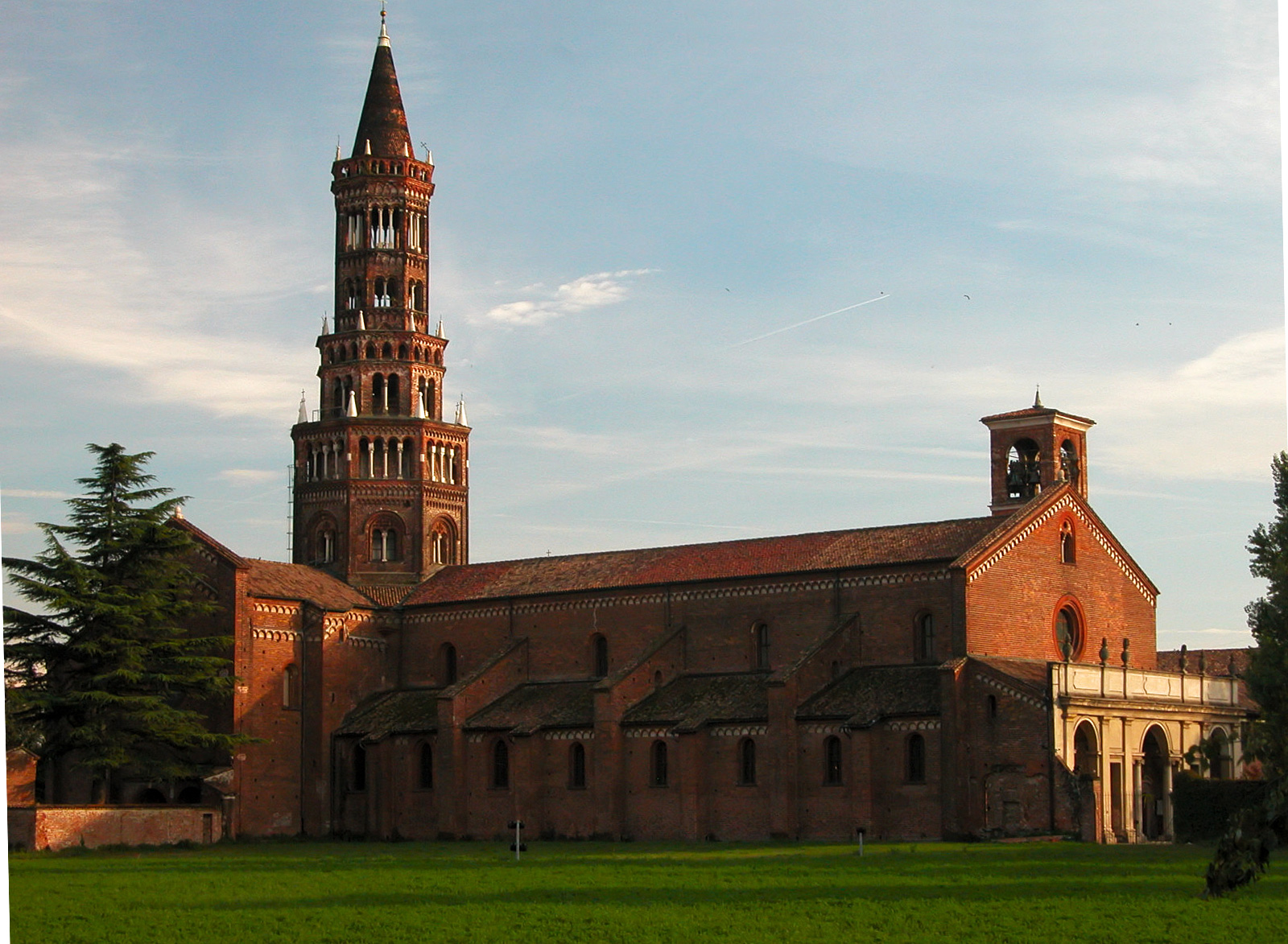
Abbazia di Chiaravalle

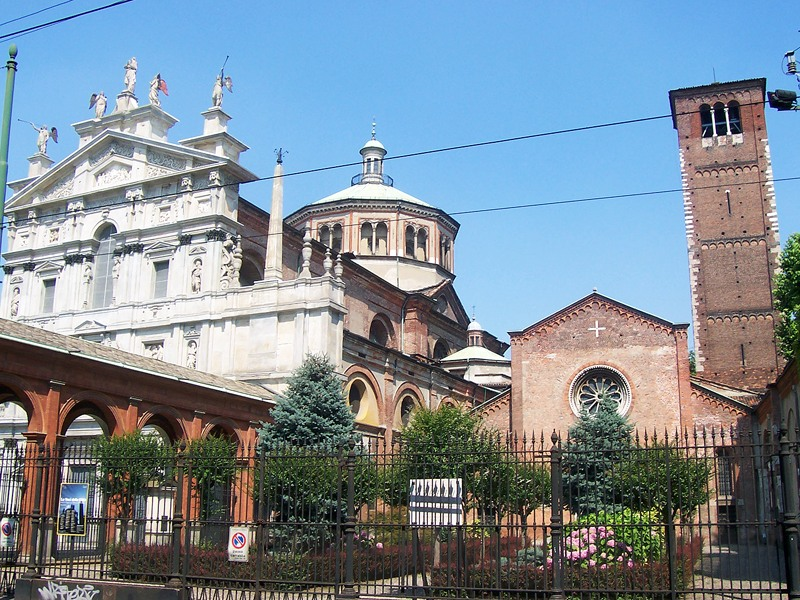
Chiese di Santa Maria presso San Celso e di San Celso

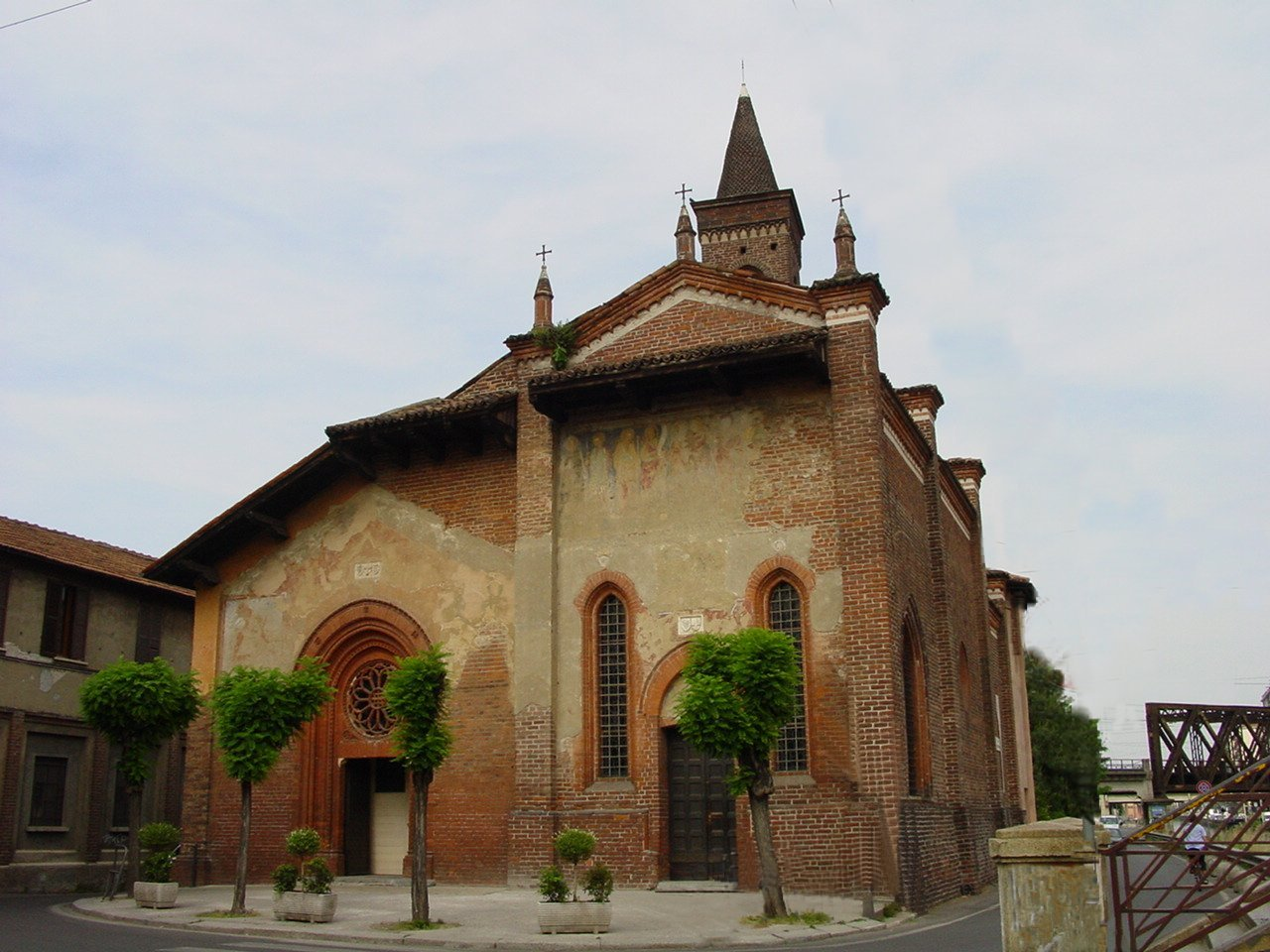
Chiesa di San Cristoforo sul Naviglio

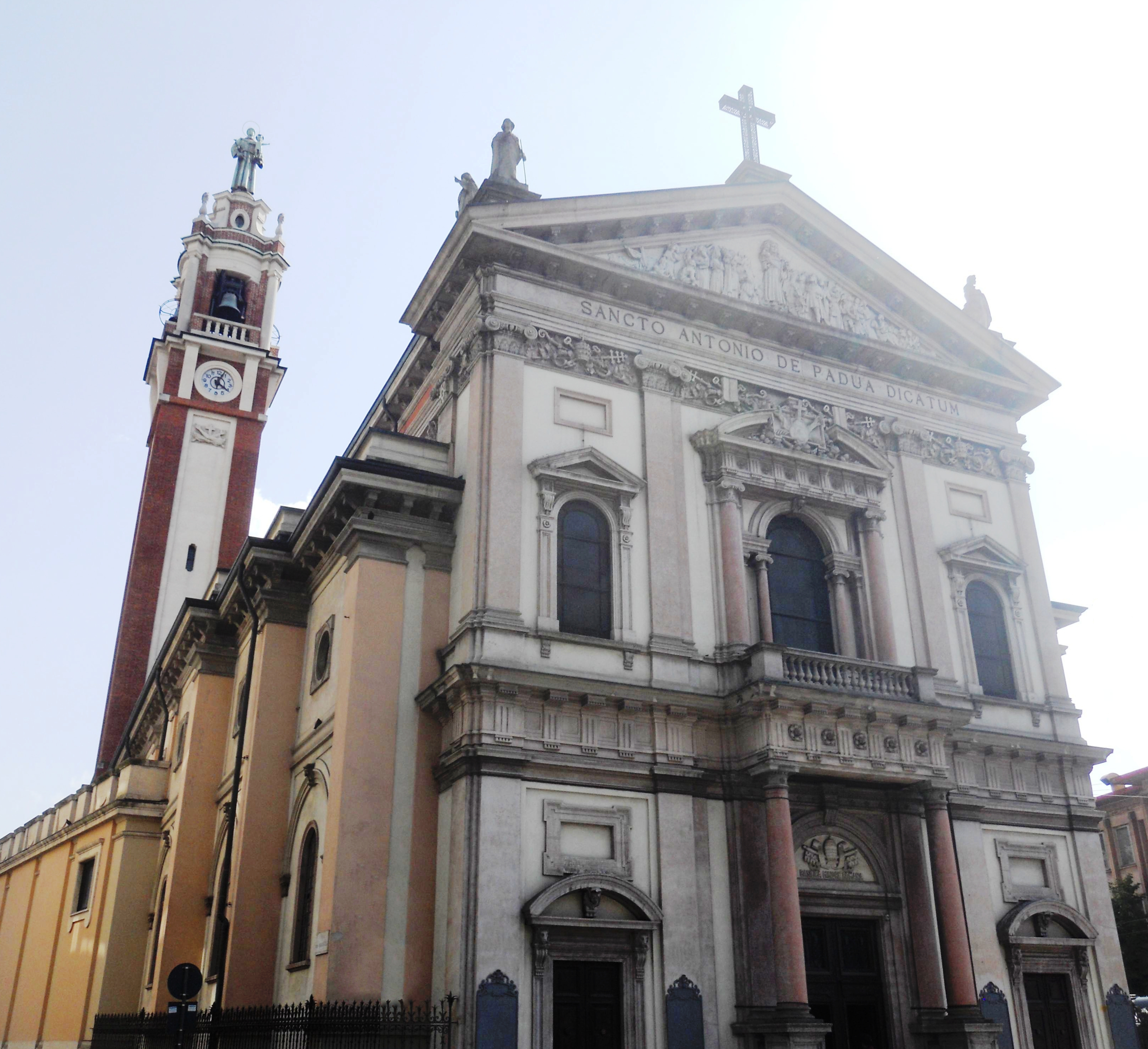
Chiesa di Sant'Antonio di Padova

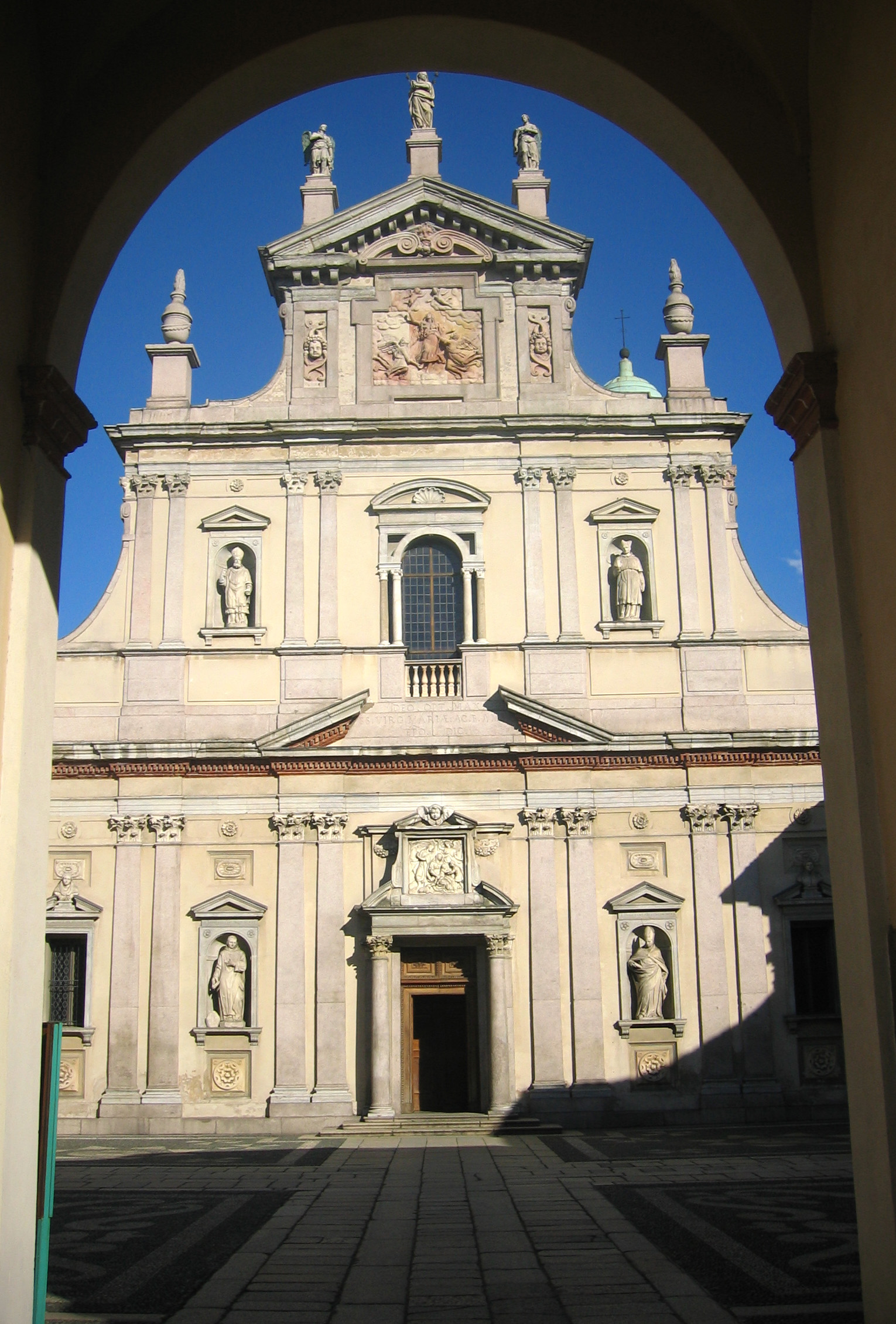
Certosa di Garegnano

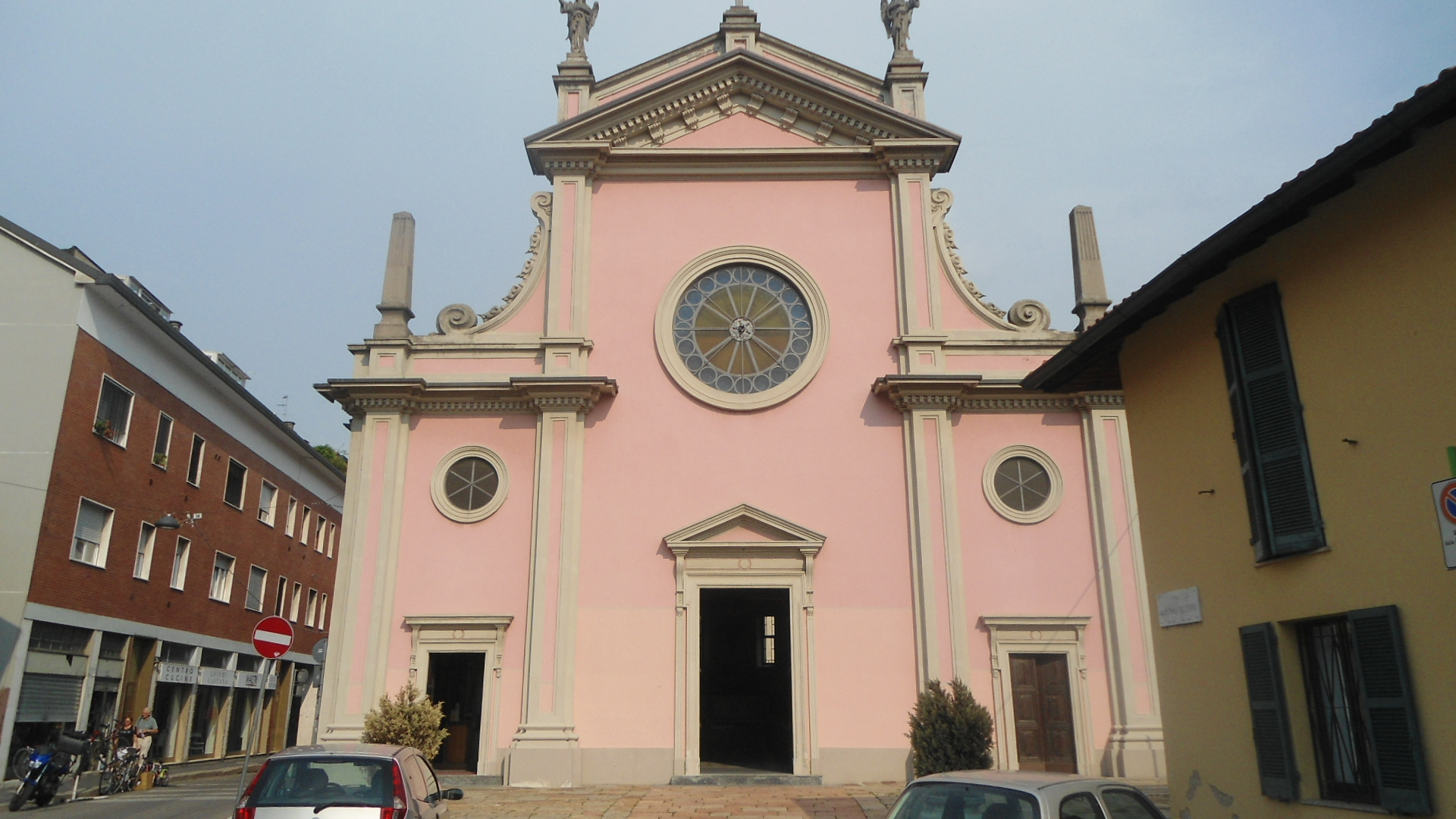
Chiesa dei Santi Martiri Nazaro e Celso

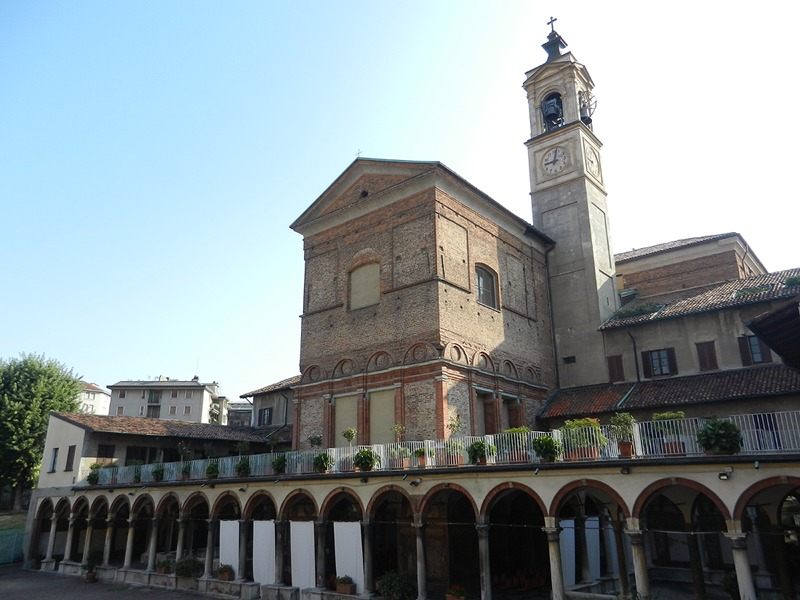
Chiesa di Santa Maria alla Fontana

### IV secolo
- Basilica di Sant'Ambrogio (Basilica martyrum)
- Basilica di Sant'Eustorgio (Basilica trium magorum)
- Basilica di San Lorenzo Maggiore (Basilica palatina)
- Basilica di San Nazaro in Brolo (Basilica apostolorum)
- Basilica di San Simpliciano (Basilica virginum)
- Chiesa di San Celso
- Chiesa di San Vittore al Corpo (Basilica portiana)

### V secolo
- Basilica di San Calimero (Basilica sancti Calimerii)
- Basilica di Santo Stefano Maggiore

### VII secolo
- Chiesa di San Michele subtus domum

### IX secolo
- Basilica di San Babila
- Chiesa di Santa Maria Podone
- Chiesa di Santa Maria presso San Satiro
- Chiesa di San Raffaele

### X secolo
- Basilica di San Vincenzo in Prato
- Chiesa di Santa Maria la Rossa
- Oratorio di San Protaso al Lorenteggio
- Chiesa di San Pietro in Sala
- Chiesa dei Santi Filippo e Donato al Molinazzo

### XI secolo
- Chiesa di San Sepolcro
- Chiesa di San Tomaso in Terramara
- Chiesa di San Sigismondo
- Oratorio di San Carlo alle Rottole
- Chiesa di San Antonino in Segnano

### XII secolo
- Chiesa di San Giorgio al Palazzo
- Chiesa di Santa Maria Rossa in Crescenzago
- Abbazia di Chiaravalle
- Chiesa dei Santi Faustino e Giovita

### XIII secolo
- Chiesa di San Bernardino alle Ossa
- Chiesa di San Marco
- Chiesa di San Nicolao
- Chiesa di San Lorenzo in Monlué
- Chiesa di San Marco al Bosco
- Chiesa di San Giovanni Battista in Trenno
- Chiesa di San Martino in Niguarda

### XIV secolo
- Duomo di Milano (Cattedrale di Santa Maria Nascente)
- Chiesa di San Gottardo in Corte
- Chiesa dei Santi Re Magi
- Certosa di Garegnano (Chiesa di Santa Maria Assunta in Certosa)
- Chiesa di San Martino in Greco
- Chiesa di San Vittore e Quaranta Martiri
- Chiesa di San Materno a Figino

### XV secolo
- Basilica di Sant'Eufemia
- Chiesa di San Bernardino alle Monache
- Chiesa di Santa Maria del Carmine
- Chiesa di Santa Maria della Consolazione
- Chiesa di Santa Maria Annunciata all'Ospedale Maggiore
- Chiesa di Santa Maria della Pace
- Chiesa di Santa Maria della Passione
- Chiesa di Santa Maria delle Grazie
- Chiesa di Santa Maria Incoronata
- Chiesa di Santa Maria presso San Celso
- Chiesa di San Michele sul Dosso
- Chiesa di San Pietro in Gessate
- Chiesa di San Siro alla Vepra
- Abbazia di Casoretto (Chiesa di Santa Maria Bianca della Misericordia)
- Chiesa di San Carlo al Lazzaretto

### XVI secolo
- Chiesa di Sant'Angelo
- Chiesa di San Barnaba
- Chiesa di San Fedele
- Chiesa di Santa Maria al Paradiso
- Chiesa di San Maurizio al Monastero Maggiore
- Chiesa di San Lazzaro
- Chiesa di Santa Maria Assunta in Turro
- Chiese di San Giacomo e Filippo di Nosedo
- Chiesa di San Carlo e Vitale alle Abbadesse
- Chiesa di Sant'Erasmo
- Chiesa dei Santi Martiri Nazaro e Celso
- Chiesa dei Santi Pietro e Paolo ai Tre Ronchetti
- Chiesa di Santa Maria Assunta in Quintosole
- Monastero della Visitazione
- Chiesa di Santa Maria alla Fontana
- Chiesa di San Gottardo al Corso
- Convento dei Benedettini
- Chiesa di Santo Spirito alla Ghisolfa

### XVII secolo
- Basilica del Corpus Domini
- Chiesa di Sant'Alessandro in Zebedia
- Chiesa di Sant'Antonio Abate
- Chiesa di San Giuseppe
- Chiesa di Santa Maria alla Porta
- Chiesa di San Sisto
- Chiesa di Santa Maria Annunciata in Camposanto
- Chiesa di Santa Maria della Vittoria
- Chiesa di San Martino in Villapizzone
- Chiesa di San Vito in Pasquirolo
- Chiesa di Sant'Ambrogio ad Nemus
- Chiesa di Santa Maria del Sangue alla Magolfa
- Chiesa di San Carlo al Collegio Elvetico
- Chiesa di San Giorgio in Roserio
- Chiesa di Sant'Agostino in Caminadella
- Tempio civico di San Sebastiano
- Chiesa di Santa Francesca Romana
- Monastero dei Barnabiti

### XVIII secolo
- Chiesa di San Francesco da Paola
- Chiesa di Santa Maria della Sanità
- Chiesa di San Pietro Celestino

### XIX secolo
- Chiesa di San Bartolomeo
- Chiesa di San Carlo al Corso
- Chiesa di San Gioachimo
- Chiesa di Santa Maria degli Angeli e San Francesco
- Chiesa di Santa Maria del Suffragio
- Chiesa di Santa Marcellina in Muggiano
- Chiesa di Santa Maria Assunta a Turro
- Chiesa di San Michele Arcangelo a Precotto
- Chiesa del Santissimo Redentore

### XX secolo
- Basilica di San Paolo Apostolo
- Basilica di Sant'Agostino
- Chiesa dei Santi Angeli Custodi
- Chiesa dei Santi Giovanni e Paolo
- Chiesa dei Santi Nereo e Achilleo
- Chiesa dei Santi Patroni d'Italia
- Chiesa dei Santi Quattro Evangelisti
- Chiesa dei Santi Silvestro e Martino
- Chiesa della Madonna di Fatima
- Chiesa di Maria Regina Pacis
- Chiesa della Santissima Trinità
- Chiesa di San Giuseppe Calasanzio
- Chiesa di San Gregorio Magno
- Chiesa di San Luca Evangelista
- Chiesa di San Michele Arcangelo e Santa Rita
- Chiesa di San Nicolao della Flue
- Chiesa di San Pier Giuliano Eymard
- Chiesa di San Pio X
- Chiesa di San Protaso
- Chiesa di Sant'Agnese
- Chiesa di Sant'Angela Merici
- Chiesa di Sant'Anna Matrona
- Chiesa di Sant'Antonio di Padova
- Chiesa di Sant'Antonio Maria Zaccaria
- Chiesa di San Barnaba in Gratosoglio
- Chiesa di Sant'Elena (Milano)
- Chiesa di Sant'Eugenio
- Chiesa di Sant'Ignazio di Loyola
- Chiesa di Sant'Ildefonso
- Chiesa di Santa Croce
- Chiesa di Santa Lucia
- Chiesa di Santa Maria Annunciata in Chiesa Rossa
- Chiesa di Santa Maria Assunta
- Chiesa di Santa Maria Beltrade (Nolo)
- Chiesa di Santa Maria del Buon Consiglio
- Chiesa di Santa Maria del Rosario
- Chiesa di Santa Maria delle Grazie al Naviglio
- Chiesa di Santa Maria di Caravaggio
- Chiesa di Santa Maria Liberatrice
- Chiesa di Maria Madre della Chiesa
- Chiesa di Santa Maria Nascente
- Chiesa di Santa Maria Segreta
- Chiesa di Santo Spirito
- San Vito al Giambellino
- Tempio Valdese

### XXI secolo
- Chiesa di Santa Teresa di Calcutta alle Terrazze

## Chiese scomparse
Nella storia di Milano il numero di chiese demolite o scomparse supera le centottanta unità. Gran parte delle demolizioni di edifici di culto derivano dalle soppressioni Giuseppine e Napoleoniche, in cui lo stato requisì e demolì moltissimi beni ecclesiastici per ricavare spazi edificabili o denaro dalla vendita di beni e terreni: a questo periodo risalgono ad esempio le demolizioni della chiesa di Santa Maria alla Scala per la costruzione del Teatro alla Scala e della Chiesa di San Francesco Grande, la chiesa che ospitava la Vergine delle Rocce di Leonardo Da Vinci per la costruzione della Caserma dei Veliti Reali. Un numero elevato di chiese fu demolito nel periodo tra l'unità d'Italia e il secondo dopoguerra per necessità urbanistiche e di viabilità. Non mancano tuttavia esempi celebri di demolizioni avvenute al di fuori dei due periodi elencati, come la Basilica di Santa Tecla demolita nel XV secolo per far spazio al Duomo di Milano.

## Chiese affidate a comunità straniere
A causa dell'elevata concentrazione di immigrati nella città di Milano, numerosi edifici sacri sono stati, in tutto o in parte, affidati a specifiche comunità cattoliche, quando non convertiti o costruiti ex novo per essere utilizzate da comunità di fedeli appartenenti ad altri rami del cristianesimo. Tra le prime vi sono le cosiddette parrocchie personali, cioè quelle comunità pastorali che, in base all'articolo 518 del codice di diritto canonico, sono state costituite sulla base di un rito, di una lingua o di una nazionalità comune ai fedeli appartenenti ad un territorio, oppure anche sulla base di altre precise motivazioni.
Le parrocchie personali si suddividono a loro volta in cappellanie etniche e missioni con cura d'anime, le quali dal marzo 2000 sono poste sotto l'egida della Cappellania Generale dei Migranti, istituita dalla Diocesi di Milano presso la Basilica di Santo Stefano Maggiore.

### Comunità cattoliche straniere
- Africa
  - Chiesa del Santissimo Redentore

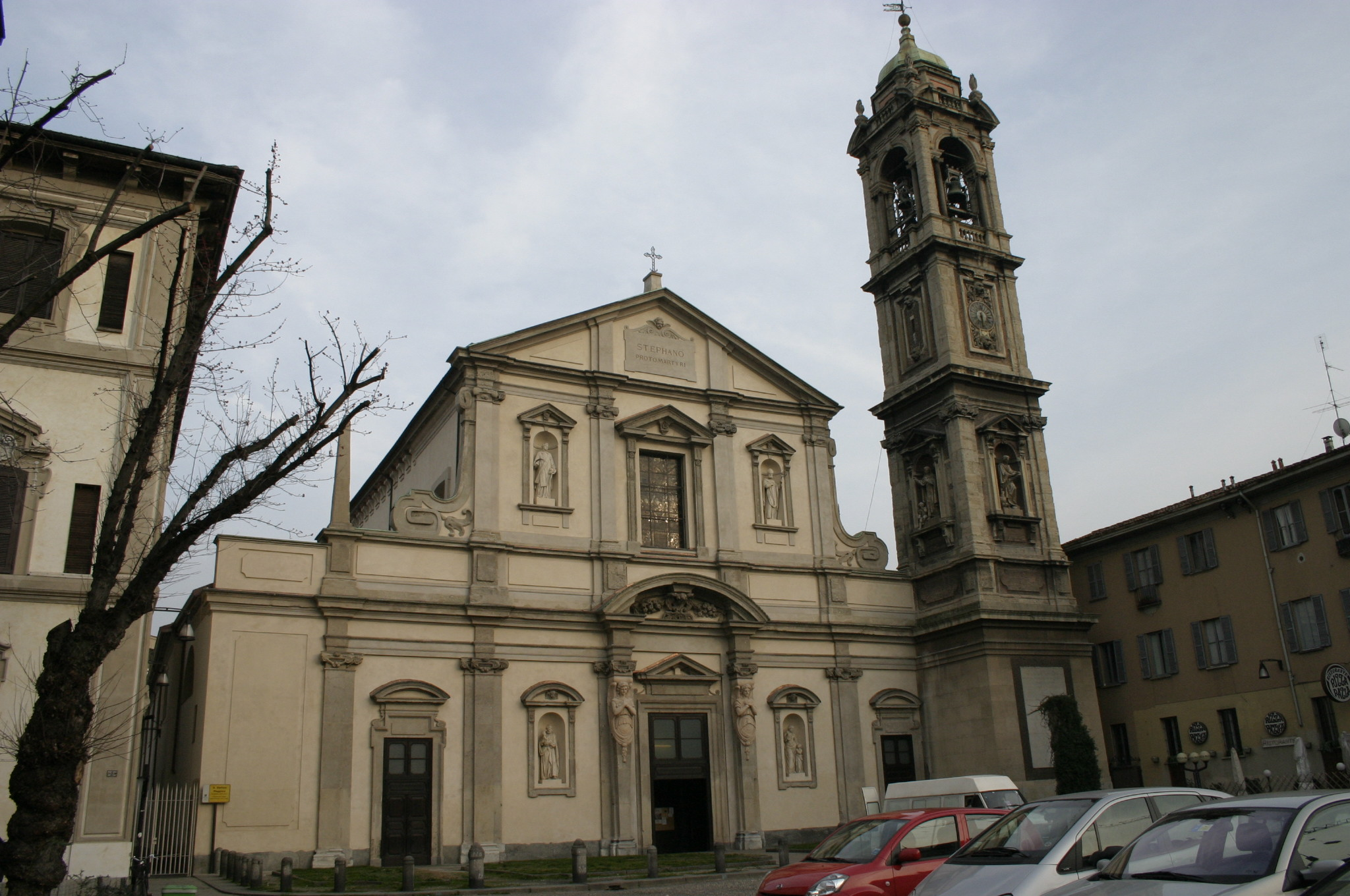
La Basilica di Santo Stefano Maggiore, sede della cappellania generale dei migranti

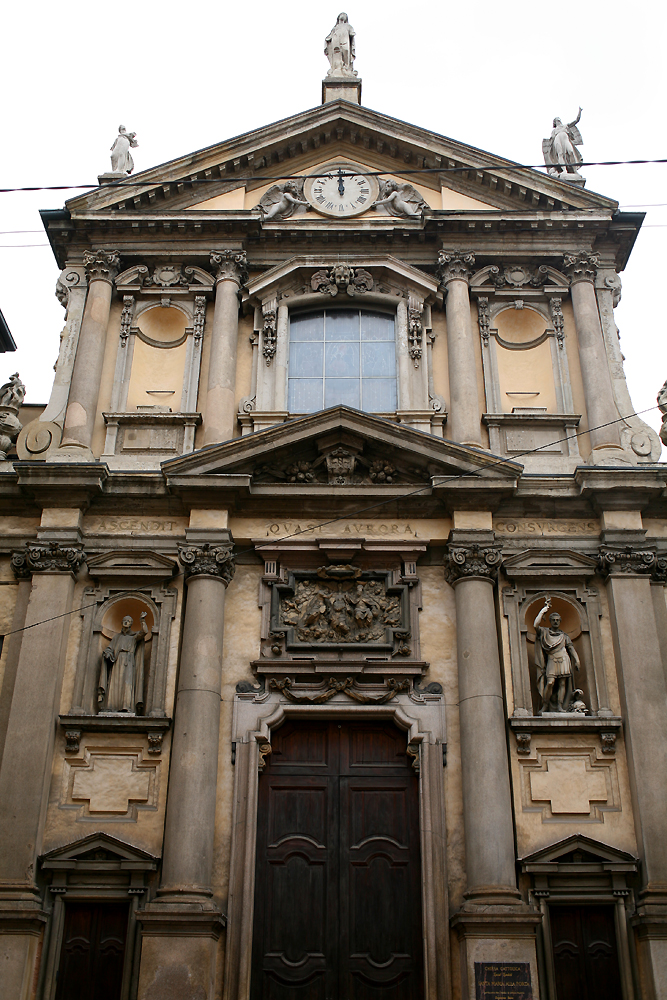
Chiesa di Santa Maria alla Porta, dove viene svolta la messa in lingua polacca

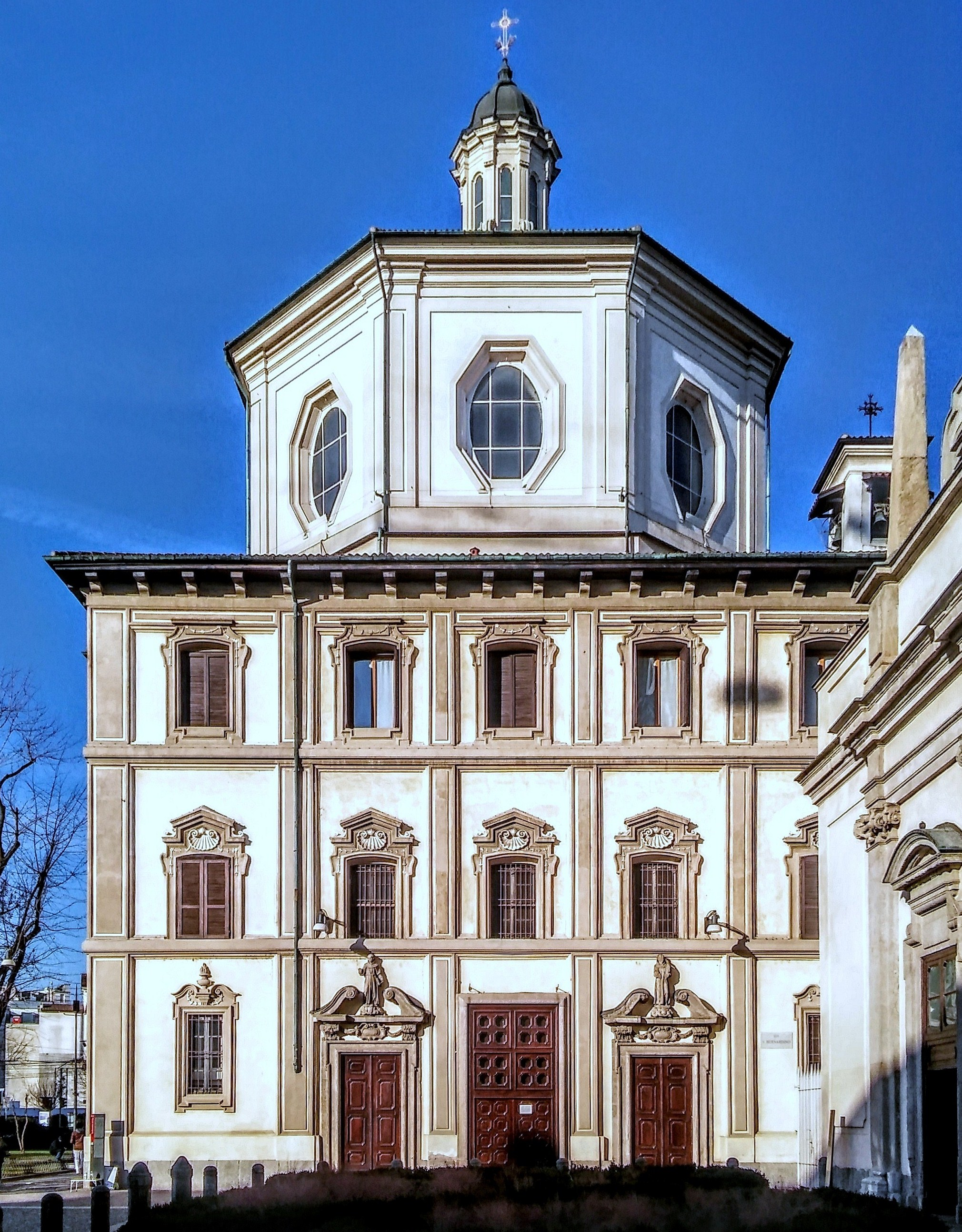
Chiesa di San Bernardino alle Ossa, dove viene svolta la messa in lingua singalese

  - Basilica di Santo Stefano Maggiore
- America Latina
  - Istituto Vittoria Colonna della Società delle Figlie del Cuore di Maria
  - Basilica di Santo Stefano Maggiore
- Brasile
  - Chiesa Parrocchiale Maria Regina Pacis
- Cina
  - Chiesa della Santissima Trinità
- Corea
  - Chiesa di San Rocco al Gentilino
  - Basilica di San Calimero
- Egitto (Chiesa cattolica copta)
  - Chiesa di San Marco
- El Salvador
  - Cappella Centro Schuster
- Etiopia-Eritrea
  - Chiesa di Santa Maria Annunciata in Camposanto
- Filippine
  - Chiesa di Santa Maria del Carmine
  - Chiesa di San Tomaso in Terramara
  - Basilica di San Lorenzo
  - Chiesa di Santa Maria della Consolazione
  - Chiesa dell'Immacolata Concezione
- Francia
  - Chiesa della Beata Vergine Addolorata in San Siro
- Germania
  - Chiesa di San Bartolomeo
  - Cappella di San Michele
- Giappone
  - Chiesa di Santa Maria Annunciata in Camposanto
- Gran Bretagna-Stati Uniti
  - Chiesa di Santa Maria del Carmine
- Libano (Chiesa maronita)
  - Chiesa della Resurrezione di Nostro Signore Gesù Cristo
- Polonia
  - Chiesa di Santa Maria alla Porta
- Slovenia
  - Chiesa del Corpus Domini
- Sri Lanka
  - Chiesa di San Bernardino alle Ossa
  - Basilica di Santo Stefano Maggiore
- Ucraina (Chiesa greco-cattolica ucraina)
  - Chiesa del Sacro Volto
- Ungheria
  - Cappella dell'Istituto Salesiano Sant'Ambrogio

### Comunità cristiane di diversa confessione
- Chiesa Anglicana
  - All Saints Church
- Chiesa apostolica armena

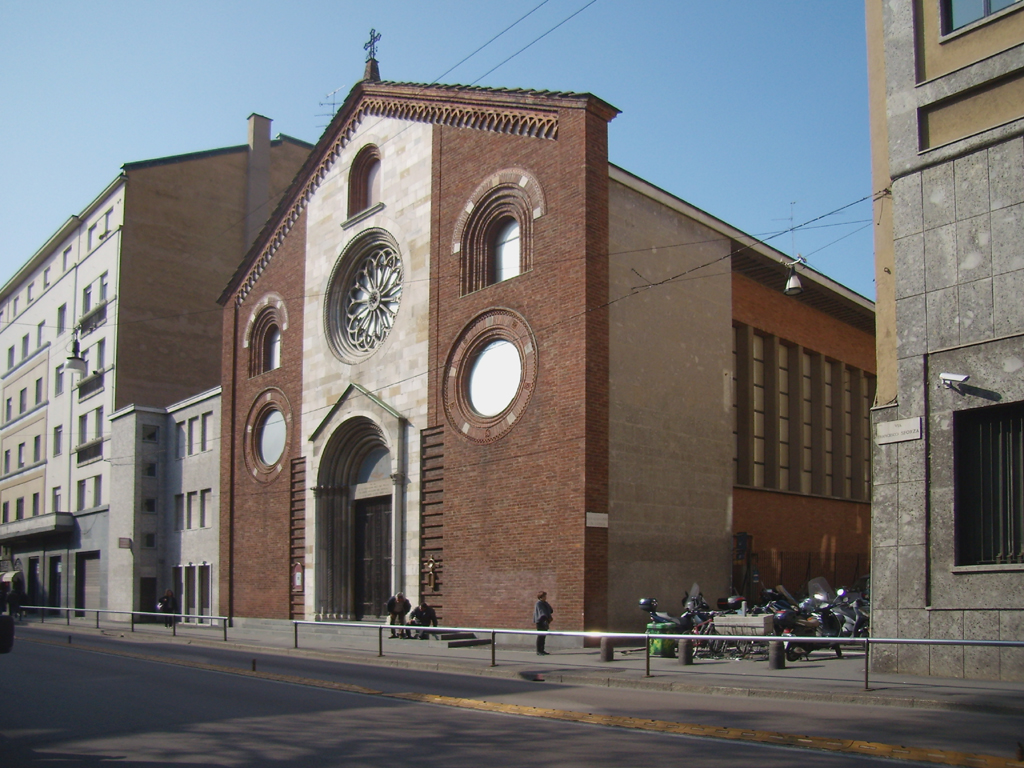
Il Tempio Valdese

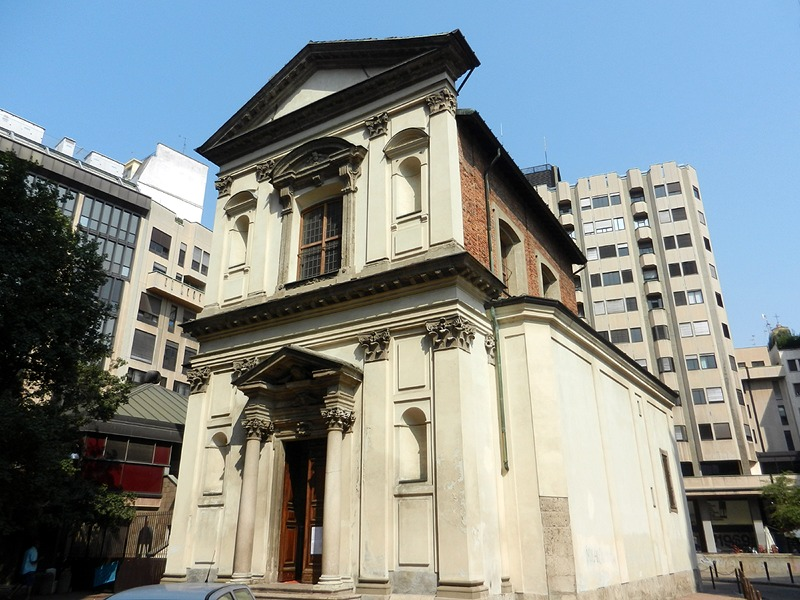
Chiesa di San Vito in Pasquirolo, affidata alla comunità ortodossa russa

  - Chiesa dei Santi Quaranta Martiri di Sebaste
- Chiesa apostolica autocefala ortodossa georgiana
  - Chiesa di San Romano alla Torrazza
- Chiesa ortodossa eritrea
  - Chiesa dei Santi Angeli Custodi
- Chiesa ortodossa etiope
  - Chiesa di Santa Maria Assunta in Quintosole
- Chiesa ortodossa copta
  - Chiesa di San Giorgio
  - Chiesa dei Santi Zaccaria e Elisabetta
  - Chiesa dei Santi Simeone e Anna
- Chiesa ortodossa bulgara
  - Oratorio della Medaglia Miracolosa
- Chiesa ortodossa rumena
  - Chiesa di Santa Maria della Vittoria
- Chiesa ortodossa russa
  - Chiesa di San Vito in Pasquirolo
  - Chiesa Ortodossa Santi Sergio, Serafino e Vincenzo Martire
- Chiesa ortodossa greca
  - Chiesa di Santa Maria Podone
- Chiesa protestante
  - Chiesa protestante luterana
- Chiesa di Svezia
  - All Saints Church
- Chiesa evangelica valdese
  - Tempio Valdese di Milano
- Chiesa evangelica battista
  - Tempio battista di Milano

### Stili architettonici
- Romanico lombardo
- Gotico a Milano
- Rinascimento lombardo
- Arte del secondo Cinquecento a Milano
- Barocco a Milano
- Liberty a Milano
- Neoclassicismo a Milano